# Leon Dzierdziejewski
Leon Dzierdziejewski (ur. 26 stycznia 1894 w maj. Puziniewicze, zm. wiosną 1940 w Charkowie) – major kawalerii Wojska Polskiego, kawaler Orderu Virtuti Militari, ofiara zbrodni katyńskiej.

## Życiorys
Urodził się 26 stycznia 1894 roku w majątku Puziniewicze, w rodzinie Januarego Konstantego (Onufrego) i Marii z Celińskich. W 1914 roku ukończył Szkołę Handlową w Wilnie i rozpoczął studia w Instytucie Handlowym w Kijowie. Brał udział w strajkach szkolnych o wprowadzenie języka polskiego i nauki religii w języku polskim.
Od 13 lutego 1915 roku służył w armii rosyjskiej. 13 września tego roku ukończył Mikołajewską Szkołę Kawalerii (ros. Николаевское кавалерийское училище) w Piotrogrodzie i został wcielony do 15 pułku ułanów tatarskich. Po upadku caratu w 1917 roku rozpoczął służbę w I Korpusie Polskim, po powrocie do kraju, w sierpniu 1918 roku, wstąpił na ochotnika do Wojska Polskiego. Został przydzielony do 2 pułku ułanów na stanowisko dowódcy plutonu. Z pułkiem tym walczył podczas wojny z bolszewikami jako dowódca plutonu i szwadronu kaemów. Za walki pod Ojrzeniem odznaczony Krzyżem Srebrnym Ordery Virtuti Militari.
Po zakończeniu działań wojennych pozostał w wojsku został zweryfikowany do stopnia rotmistrza ze starszeństwem z dniem 1 czerwca 1919 roku. W 1928 roku awansował na majora ze starszeństwem z dniem 1 stycznia 1928 roku, przez pewien czas pełnił funkcję dowódcy szwadronu zapasowego. 6 lipca 1929 roku został przeniesiony do 8 pułku ułanów w Krakowie na stanowisko kwatermistrza. 31 marca 1931 roku został przeniesiony na stanowisko rejonowego inspektora koni w Postawach.
W latach 20. był członkiem Wojskowego Klubu Samochodowego i Motocyklowego. W listopadzie 1932 roku został zwolniony z zajmowanego stanowiska i oddany do dyspozycji dowódcy Okręgu Okrpusu Nr II, a z dniam 30 kwietnia 1934 roku przeniesiony w stan spoczynku.
Po agresji ZSRR na Polskę został aresztowany przez wkraczające radzieckie wojska okupacyjne. Przebywał w obozie w Starobielsku. Wiosną 1940 roku został zamordowany przez funkcjonariuszy NKWD w Charkowie i pogrzebany potajemnie w bezimiennej mogile zbiorowej w Piatichatkach, gdzie od 17 czerwca 2000 roku mieści się oficjalnie Cmentarz Ofiar Totalitaryzmu w Charkowie. Figuruje na Liście Starobielskiej NKWD, pod poz. 1040.
5 października 2007 roku minister obrony narodowej Aleksander Szczygło mianował go pośmiertnie na stopień podpułkownika. Awans został ogłoszony 9 listopada 2007 roku w Warszawie, w trakcie uroczystości „Katyń Pamiętamy – Uczcijmy Pamięć Bohaterów”.

## Ordery i odznaczenia
- Krzyż Srebrny Orderu Wojskowego Virtuti Militari nr 4591 (1921)[11][12]
- Krzyż Walecznych trzykrotnie[13]
- Medal Pamiątkowy za Wojnę 1918–1921[13]
- Medal Dziesięciolecia Odzyskanej Niepodległości[13]
- Odznaka pamiątkowa I Korpusu Polskiego w Rosji[14]
- Medal Zwycięstwa[13]